# Магаш
Магаш је насеље у Србији у општини Бојник у Јабланичком округу. Према попису из 2022. било је 93 становника (према попису из 2002. било је 204 становника).

## Демографија
У насељу Магаш живи 171 пунолетни становник, а просечна старост становништва износи 49,5 година (46,0 код мушкараца и 53,4 код жена). У насељу има 87 домаћинстава, а просечан број чланова по домаћинству је 2,34.
Ово насеље је углавном насељено Србима (према попису из 2002. године), а у последња три пописа, примећен је пад у броју становника.
|  |

| Демографија | Демографија | Демографија |
| Година      | Становника  | Становника  |
| ----------- | ----------- | ----------- |
| 1948.       | 619         |             |
| 1953.       | 682         |             |
| 1961.       | 688         |             |
| 1971.       | 500         |             |
| 1981.       | 342         |             |
| 1991.       | 271         | 271         |
| 2002.       | 204         | 215         |
| 2011.       | 147         |             |

| Етнички састав према попису из 2002.‍ | Етнички састав према попису из 2002.‍ | Етнички састав према попису из 2002.‍ | Етнички састав према попису из 2002.‍ | Етнички састав према попису из 2002.‍ |
| ------------------------------------ | ------------------------------------ | ------------------------------------ | ------------------------------------ | ------------------------------------ |
|                                      |                                      |                                      |                                      |                                      |
| Срби                                 | Срби                                 |                                      | 149                                  | 73,03%                               |
| Роми                                 | Роми                                 |                                      | 54                                   | 26,47%                               |
| Црногорци                            | Црногорци                            |                                      | 1                                    | 0,49%                                |
| непознато                            | непознато                            |                                      | 0                                    | 0,0%                                 |

| Година пописа     | 1948. | 1953. | 1961. | 1971. | 1981. | 1991. | 2002. |
| ----------------- | ----- | ----- | ----- | ----- | ----- | ----- | ----- |
| Број домаћинстава | 96    | 112   | 135   | 122   | 102   | 98    | 87    |

| Број чланова      | 1  | 2  | 3 | 4 | 5 | 6 | 7 | 8 | 9 | 10 и више | Просек |
| ----------------- | -- | -- | - | - | - | - | - | - | - | --------- | ------ |
| Број домаћинстава | 30 | 34 | 8 | 5 | 4 | 4 | 1 | 0 | 0 | 1         | 2,34   |

| Пол    | Укупно | Неожењен/Неудата | Ожењен/Удата | Удовац/Удовица | Разведен/Разведена | Непознато |
| ------ | ------ | ---------------- | ------------ | -------------- | ------------------ | --------- |
| Мушки  | 88     | 17               | 58           | 11             | 2                  | 0         |
| Женски | 85     | 3                | 56           | 23             | 3                  | 0         |
| УКУПНО | 173    | 20               | 114          | 34             | 5                  | 0         |

| Пол    | Укупно                    | Пољопривреда, лов и шумарство | Рибарство                            | Вађење руде и камена | Прерађивачка индустрија       |
| ------ | ------------------------- | ----------------------------- | ------------------------------------ | -------------------- | ----------------------------- |
| Мушки  | 44                        | 19                            | 0                                    | 0                    | 3                             |
| Женски | 31                        | 26                            | 0                                    | 0                    | 0                             |
| УКУПНО | 75                        | 45                            | 0                                    | 0                    | 3                             |
| Пол    | Производња и снабдевање   | Грађевинарство                | Трговина                             | Хотели и ресторани   | Саобраћај, складиштење и везе |
| Мушки  | 0                         | 11                            | 2                                    | 0                    | 0                             |
| Женски | 0                         | 0                             | 1                                    | 0                    | 0                             |
| УКУПНО | 0                         | 11                            | 3                                    | 0                    | 0                             |
| Пол    | Финансијско посредовање   | Некретнине                    | Државна управа и одбрана             | Образовање           | Здравствени и социјални рад   |
| Мушки  | 0                         | 0                             | 0                                    | 0                    | 0                             |
| Женски | 0                         | 0                             | 0                                    | 2                    | 0                             |
| УКУПНО | 0                         | 0                             | 0                                    | 2                    | 0                             |
| Пол    | Остале услужне активности | Приватна домаћинства          | Екстериторијалне организације и тела | Непознато            | Непознато                     |
| Мушки  | 0                         | 0                             | 0                                    | 9                    | 9                             |
| Женски | 0                         | 0                             | 0                                    | 2                    | 2                             |
| УКУПНО | 0                         | 0                             | 0                                    | 11                   | 11                            |